# Liga Republikańska (Litwa)
Liga Republikańska (lit. Respublikonų lyga; do 2010 Polska Partia Ludowa, lit. Lietuvos lenkų liaudies partija) – polska partia polityczna powstała w 2002, mająca reprezentować interesy zamieszkałych na Litwie Polaków. Istniała do 2017. 

## Historia
Polska Partia Ludowa powstała jako konkurencja wobec krytykowanej przez część środowisk polskich Akcji Wyborczej Polaków na Litwie. W wyborach samorządowych z 2002 ugrupowanie zdobyło jeden mandat w radzie rejonu wileńskiego, który przypadł jego założycielowi i nieformalnemu liderowi Ryszardowi Maciejkiańcowi. Prezesem partii pozostawała w latach 2002–2007 Antonina Połtawiec, następnie zastąpił ją w tej funkcji Ryszard Maciejkianiec. W 2010 zmieniono nazwę partii na Ligę Republikańską. Jej szefem został Jan Szybakowski. 
W 2016 media poinformowały o planowanej likwidacji partii. Ugrupowanie formalnie istniało do 2017. 
Z ramienia Polskiej Partii Ludowej w wyborach ze znanych osób na Litwie startowali m.in. Zofia Matarewicz, dyrektorka polskiej szkoły-przedszkola "Wilia", Jan Tadeusz Dowgiałło, dyrektor polskiego Gimnazjum im. W. Syrokomli czy dziennikarz Antoni Radczenko .